# Nicola Glaubitz
Nicola Glaubitz (* 1969 in Siegen) ist eine deutsche Anglistin.

## Leben
Nach der Promotion 2003 an der Universität Siegen war sie wissenschaftliche Mitarbeiterin am Kulturwissenschaftlichen Institut Essen und an den Universitäten Frankfurt am Main, Darmstadt und Siegen. Nach der Habilitation 2014 an der Johann Wolfgang Goethe-Universität Frankfurt am Main ist sie seit 2018 Professorin für Englische Literaturwissenschaft an der Christian-Albrechts-Universität zu Kiel.
Ihre Forschungsinteressen sind Sozial- und Mediengeschichte der englischen Literatur im 16.–21. Jahrhundert, Lesekulturen und Lesegemeinschaften, Zeit und Zeitlichkeit, kritische digitale Geisteswissenschaften, Literatur und Visualität, frühneuzeitliches Drama, Film, Animationsfilm, Fernsehserie, Comics und Medienästhetik.

## Schriften (Auswahl)
- mit Natalie Binczek und Klaus Vondung: Anfang offen. Literarische Übergänge ins 21. Jahrhundert. Heidelberg 2002, ISBN 3-8253-1419-7.
- Der Mensch und seine Doppel. Perspektiven einer anthropologischen Denkfigur in Philosophie und Roman der schottischen Aufklärung. Sankt Augustin 2003, ISBN 3-89796-097-4.
- mit Andreas Käuser und Hyunseon Lee (Hg.): Akira Kurosawa und seine Zeit. Bielefeld 2005, ISBN 3-89942-341-0.
- mit Andreas Käuser (Hg.): Medieninnovationen und Medienkonzepte 1950/2000. Marburg 2006, ISBN 3-89472-545-1.